# Björn Lind
Björn Lind (n. 22 martie 1978, Comuna Österåker, Comitatul Stockholm, Suedia) este un schior de fond ce a reprezentat Suedia, medaliat olimpic. A participat la 3 ediții ale Jocurilor Olimpice (2002, 2006, 2010) în care a câștigat 2 medalii de aur.